# Caterpillar (azienda)
Caterpillar Inc. conosciuta internazionalmente anche con l'abbreviazione CAT, è un'azienda statunitense con sede a Peoria, in Illinois, inserita nella Fortune 100 che progetta, sviluppa, ingegnerizza, costruisce, commercializza e vende macchinari edili, motori a combustione interna, servizi finanziari e assicurazioni a clienti attraverso una rete di vendita globale. È l'azienda di produzione di macchinari da costruzione più grande al mondo.. Nel 2018, Caterpillar ha raggiunto il #65 della lista Fortune 500 e posizione #238 presso la lista Global Fortune 500. Le azioni Caterpillar sono vendute sotto l'indice Dow Jones.
Caterpillar Inc. fonda le sue origini nella fusione tra la Holt Manufacturing Company e la C. L. Best Tractor Company avvenuta nel 1925, con la quale si creò una nuova entità, la Caterpillar Tractor Company con sede in California. Nel 1986, l'azienda si è riorganizzata come azienda del Delaware sotto l'attuale nome, Caterpillar Inc. Il quartier generale di Caterpillar è situato a Deerfield nell'Illinois; è stato annunciato nel gennaio del 2017 che nel corso dell'anno la società avrebbe spostato la propria sede da Peoria, nell'Illinois a Deerfield, sempre nello stesso Stato, cancellando i piani di espansione a Peoria del 2015 che prevedevano la costruzione di un nuovo quartier generale in centro città da 800 milioni di dollari.

## Storia
Famosa per i suoi prodotti caratterizzati da cingolati e dal tipico colore giallo, Caterpillar produce una vasta gamma di veicoli pesanti, principalmente mezzi d'opera e macchinari per costruzione e movimento terra, tra cui il bulldozer (ad es. il Caterpillar D9). Caterpillar Challenger fu il primo con cingoli in gomma. Cat Lift Trucks è la Divisione Carrelli Elevatori del Gruppo. Caterpillar ha prodotto e produce tuttora mezzi per l'United States Army, così come anche per altri eserciti nel mondo.
Caterpillar è quotata alla Borsa di New York e fa parte dell'indice Dow Jones Industrial Average. Nel 2018 la rivista Fortune ha inserito l'azienda al 65º posto delle migliori 500 aziende e al 256º posto delle migliori 500 aziende mondiali.
Nel 2016 la Caterpillar ha chiuso la fabbrica di Gosselies, in Belgio: hanno perso il lavoro circa 2.200 dipendenti, la produzione è stata spostata nella fabbrica di Grenoble, in Francia, e fuori dall'Unione europea.

## Presenza in Italia
In Italia la Cat ha 3 stabilimenti: Caterpillar prodotti stradali S.r.l., ex Bitelli, produttrice di macchinari per asfaltare le strade (Minerbio); Caterpillar fluid sistems (Frosinone) che produce tubi idraulici e raccorderia e Caterpillar Mec-track S.r.l., azienda produttrice di rulli per sottocarro (Valsamoggia - Bo).
Caterpillar Hydraulics Italia S.r.l. (Jesi - An), ex Sima, produttrice di cilindri idraulici per sottocarro il 10 dicembre 2021 ha annunciato la chiusura, comunicando contestualmente il licenziamento di 270 dipendenti dello stabilimento.

## Galleria d'immagini

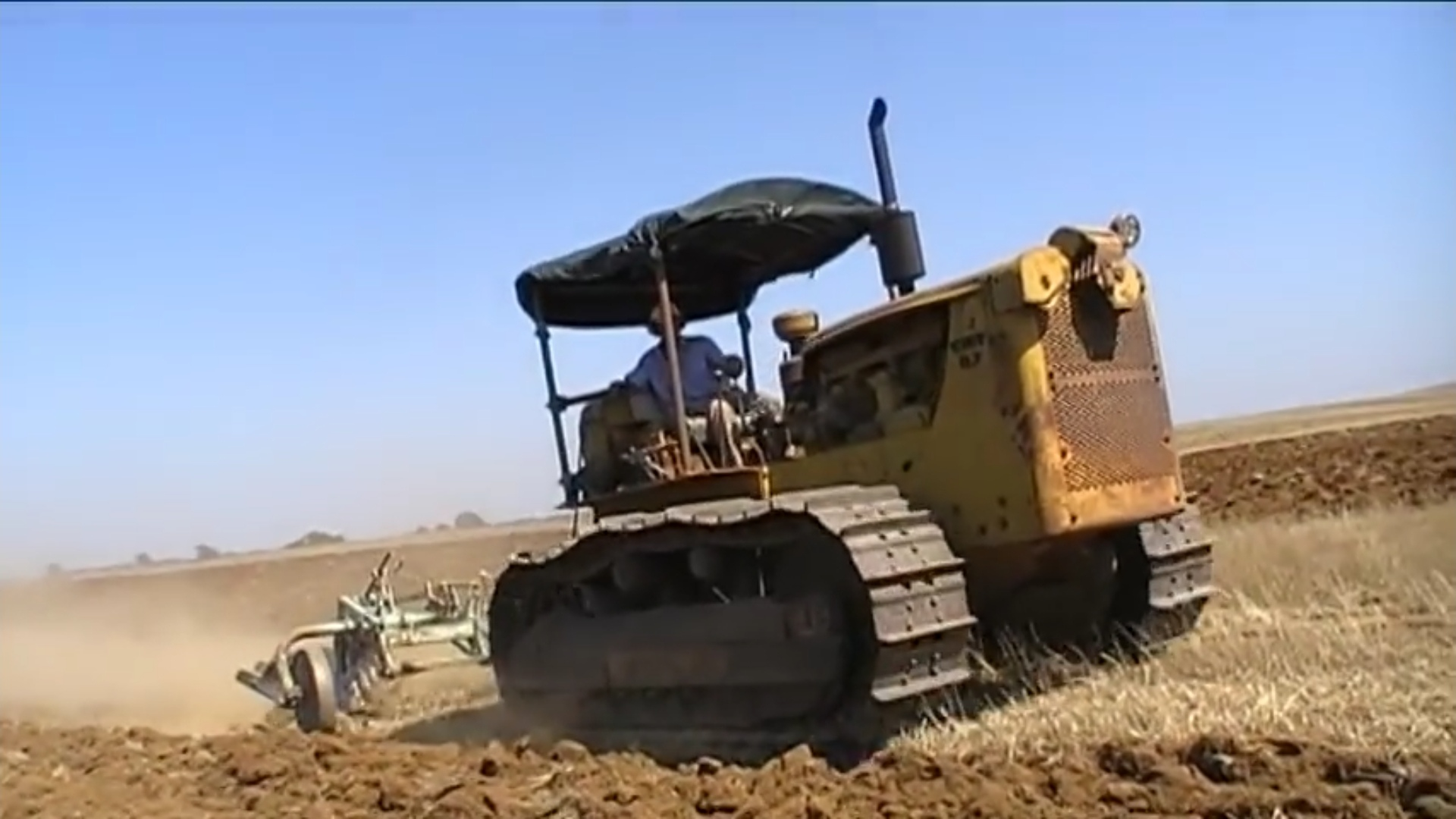
Caterpillar D7C
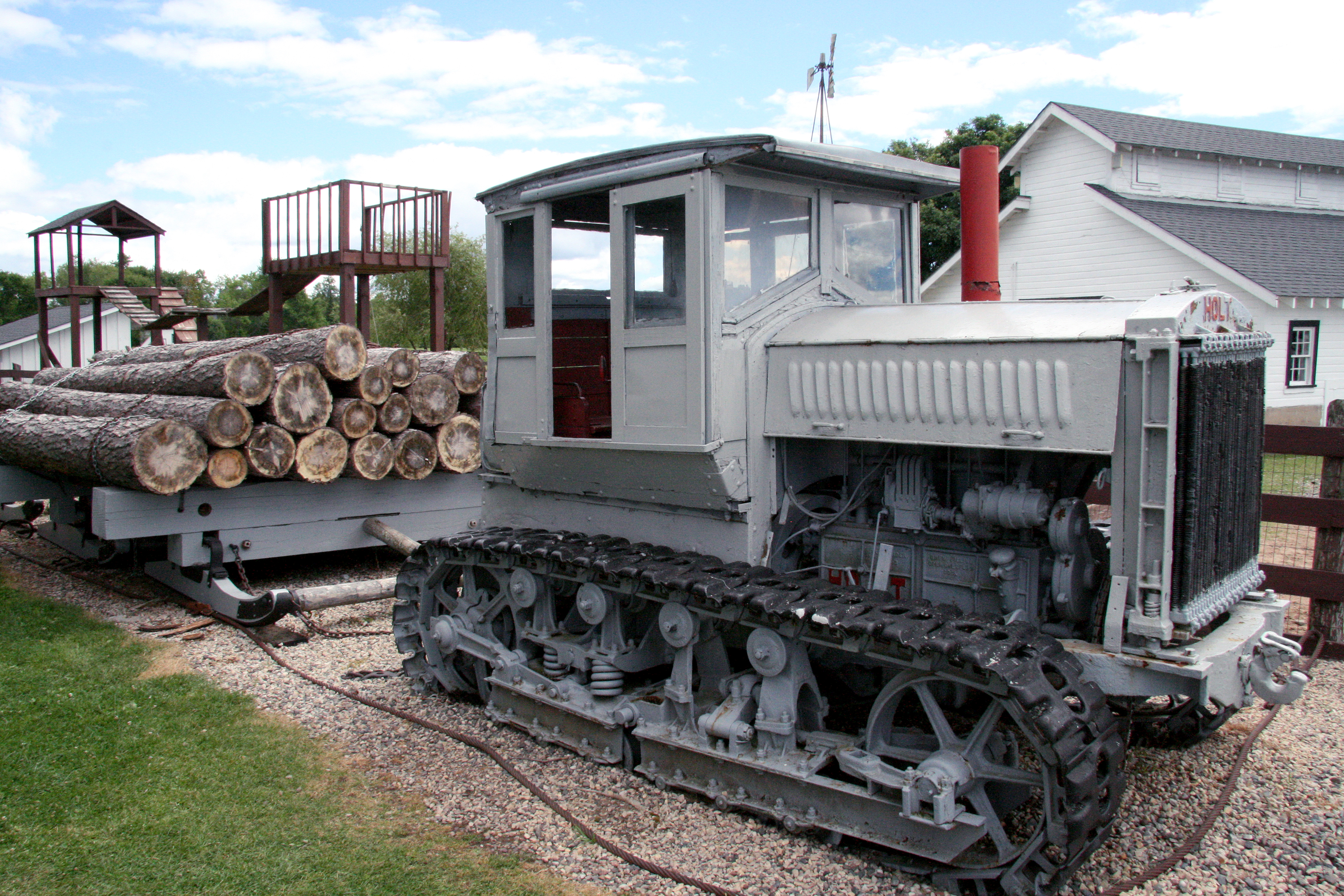
Holt 1925
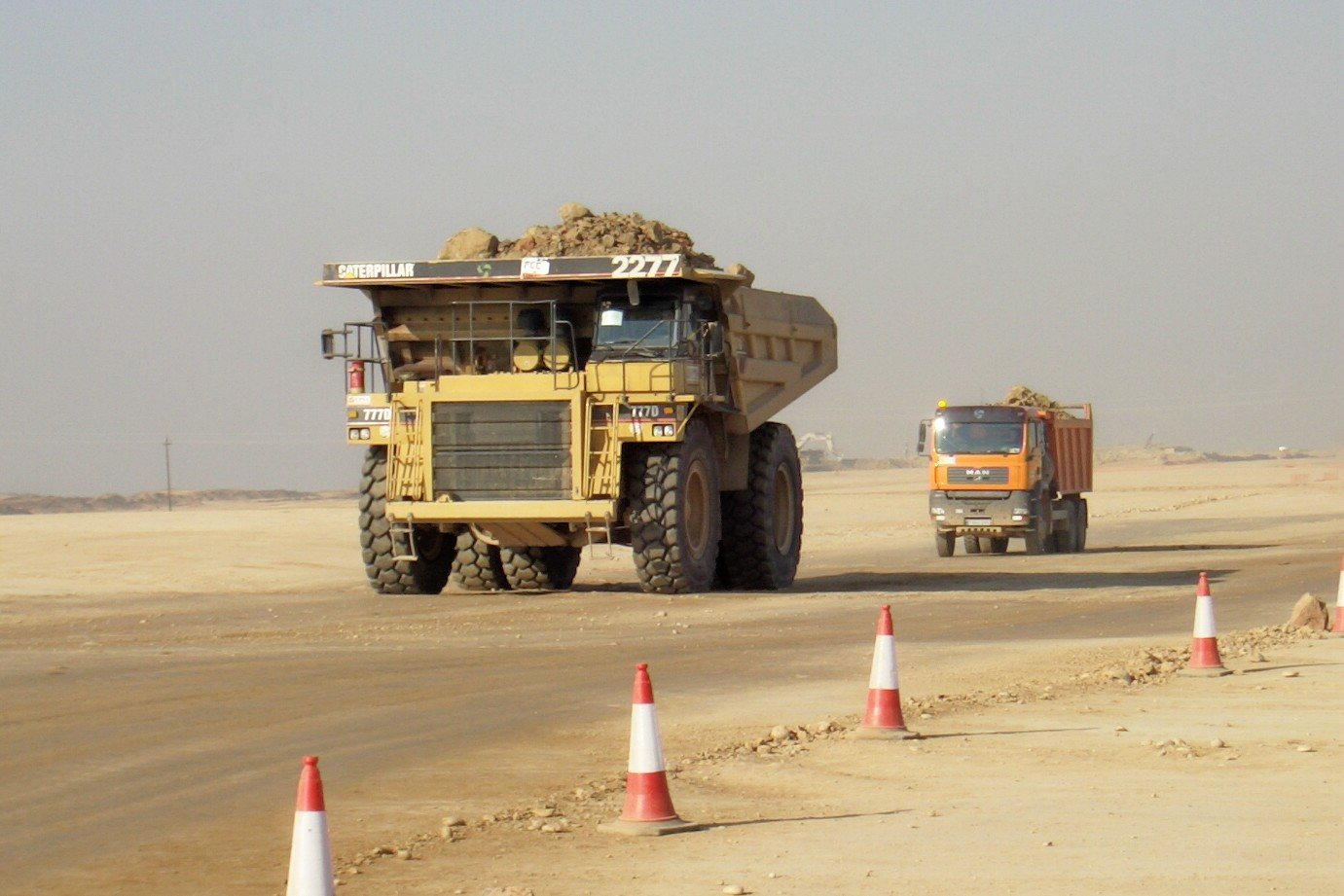
Caterpillar 777D
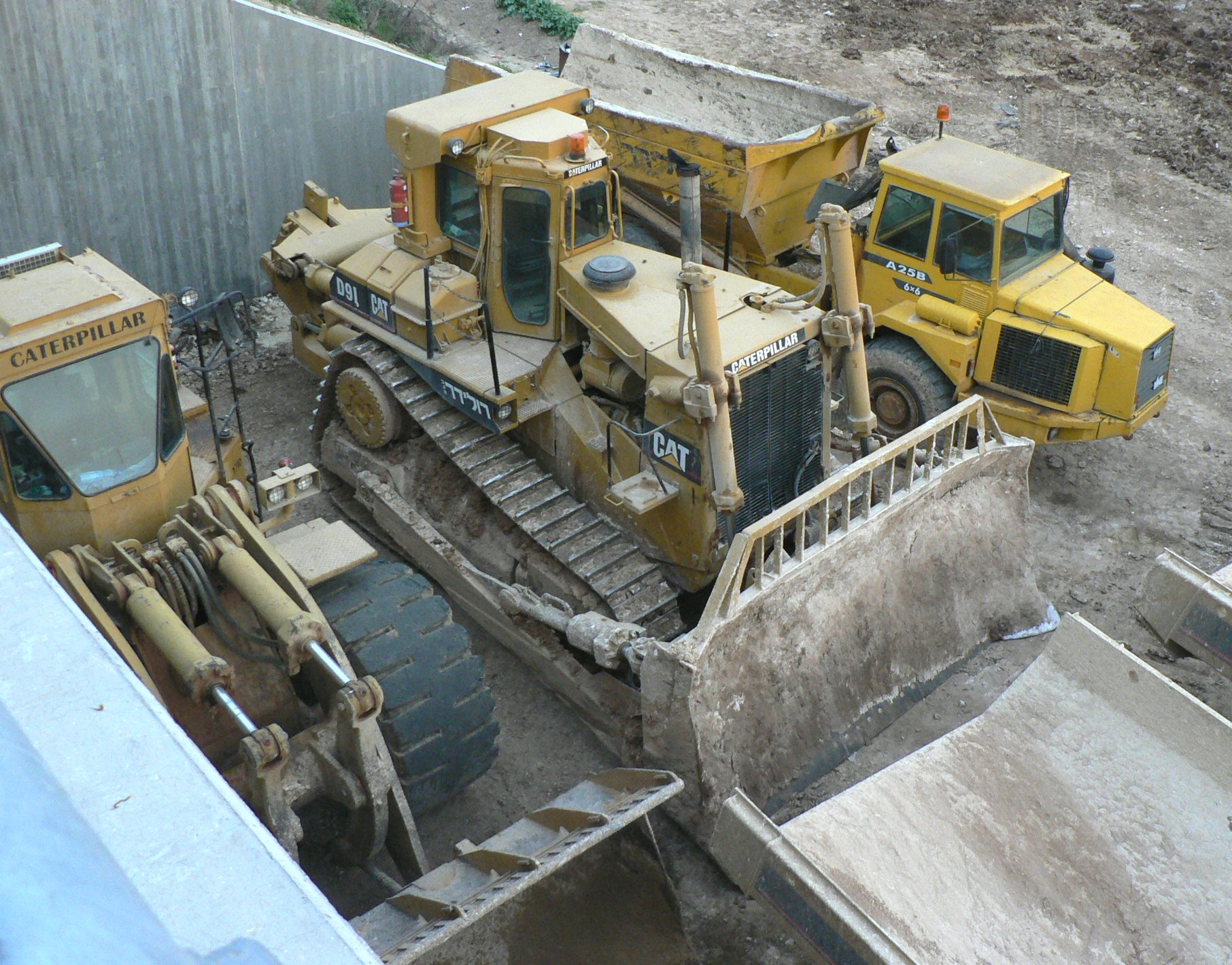
Bulldozer CAT D9
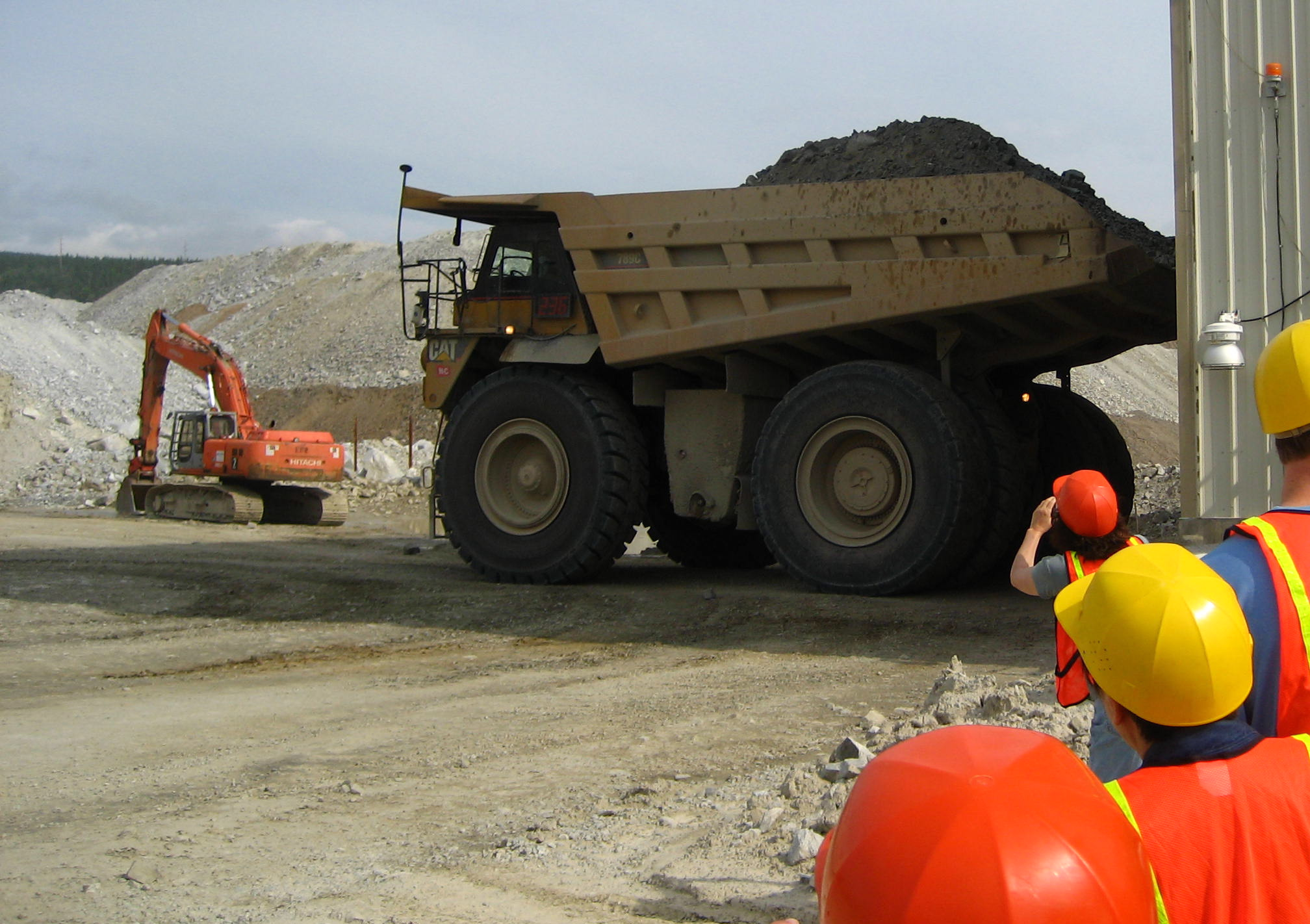
Un Caterpillar 789C
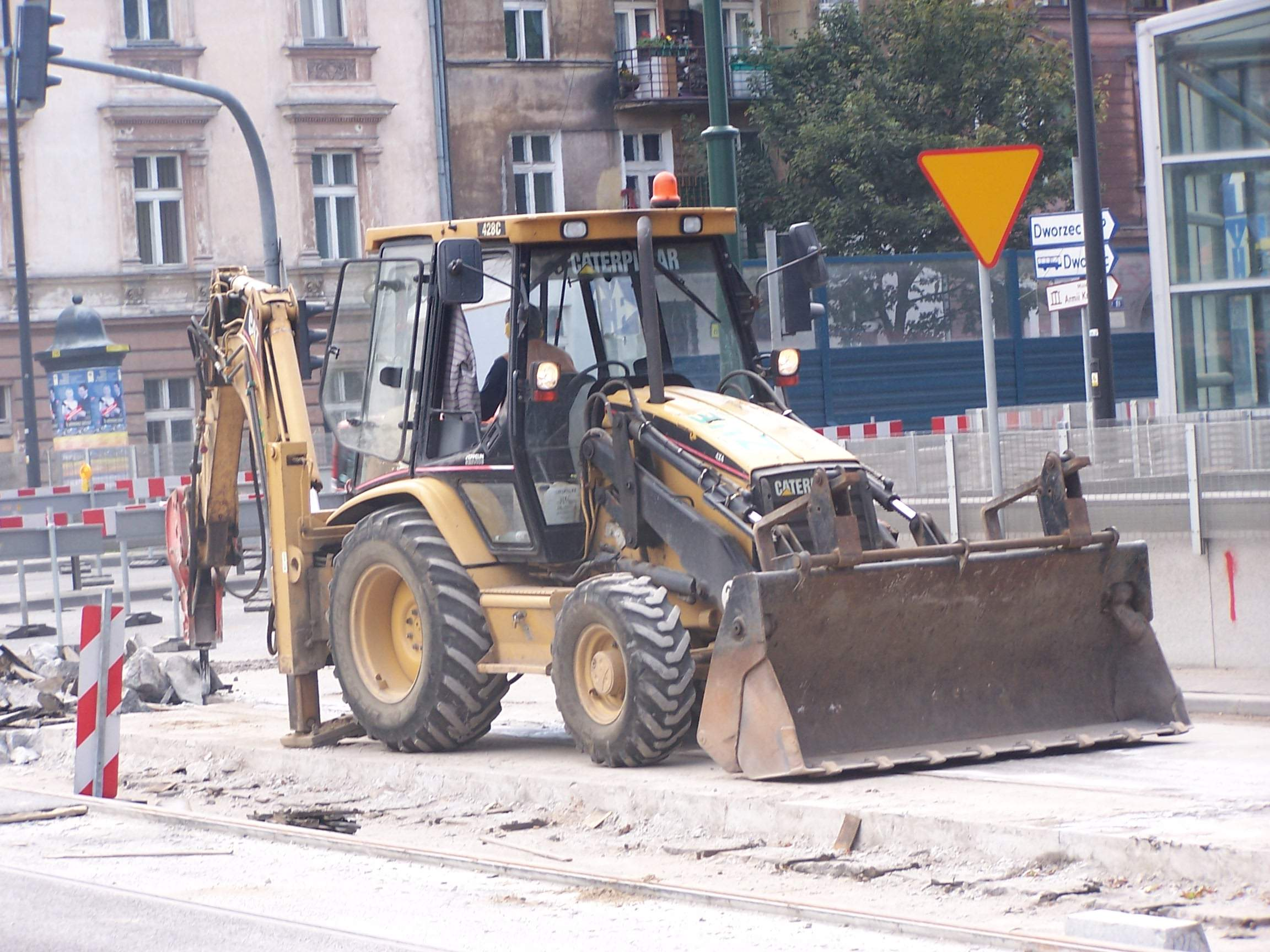
Una terna della CAT
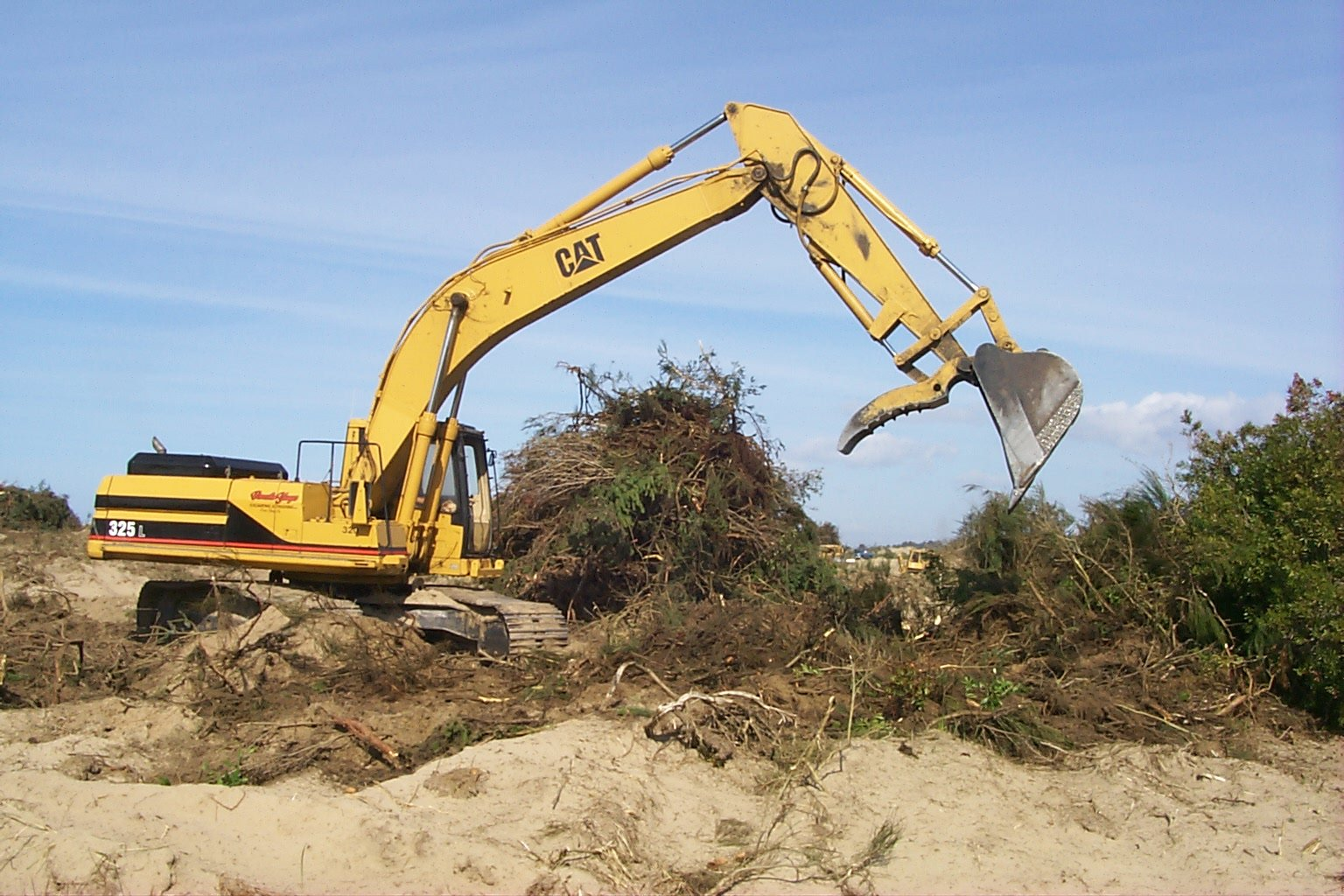
CAT 325L
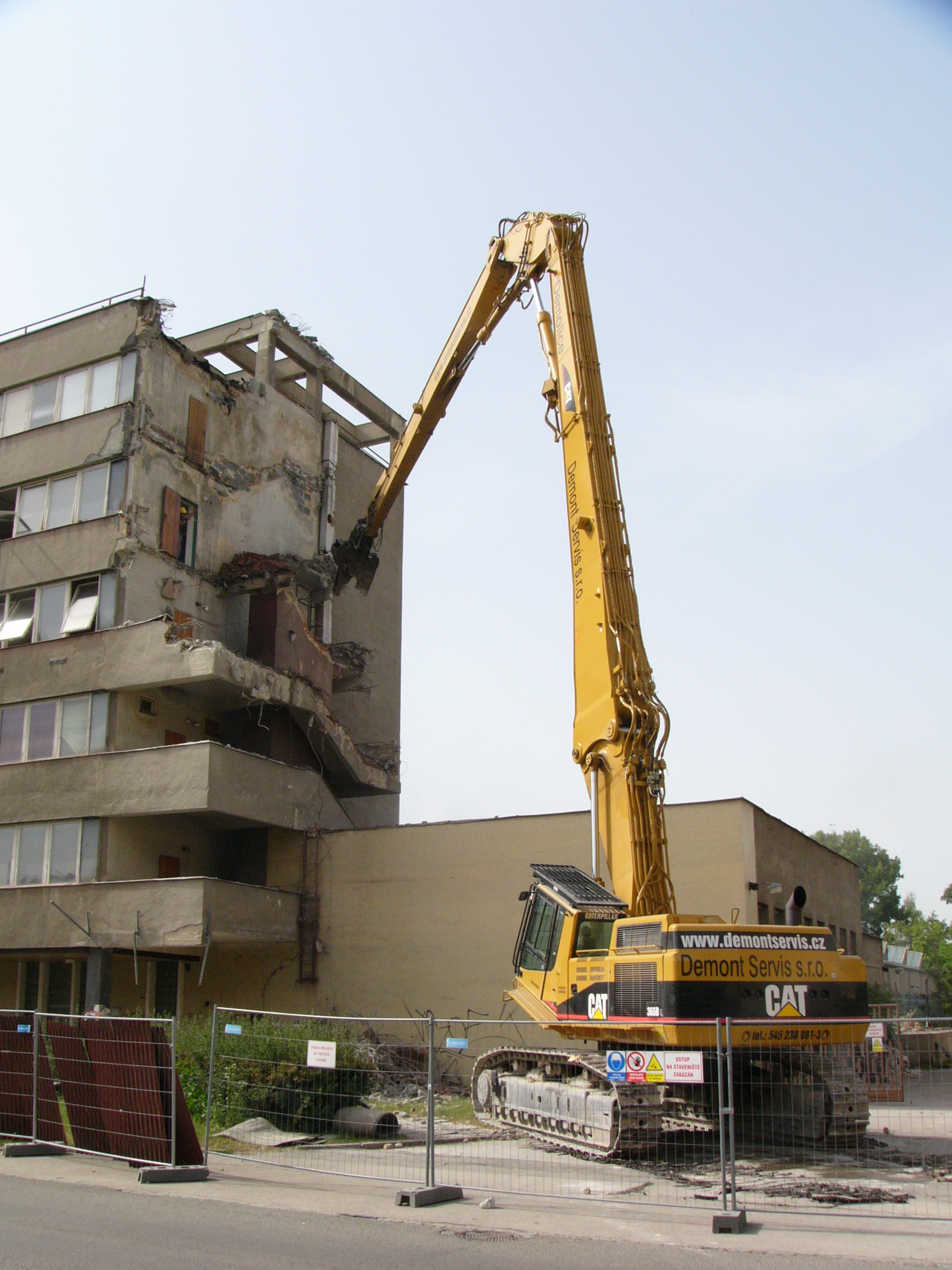
CAT 365B
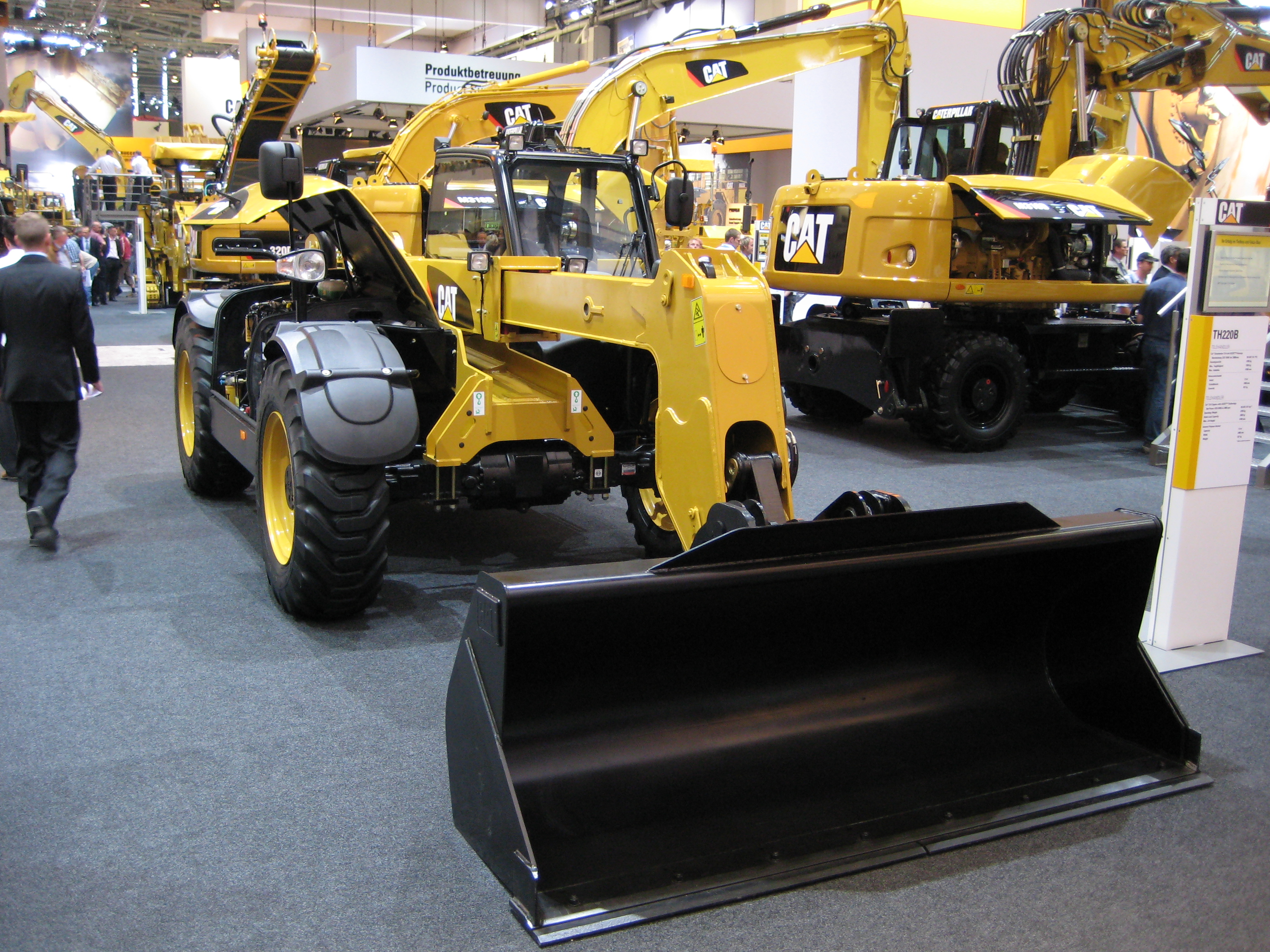
sollevatori telescopici CAT
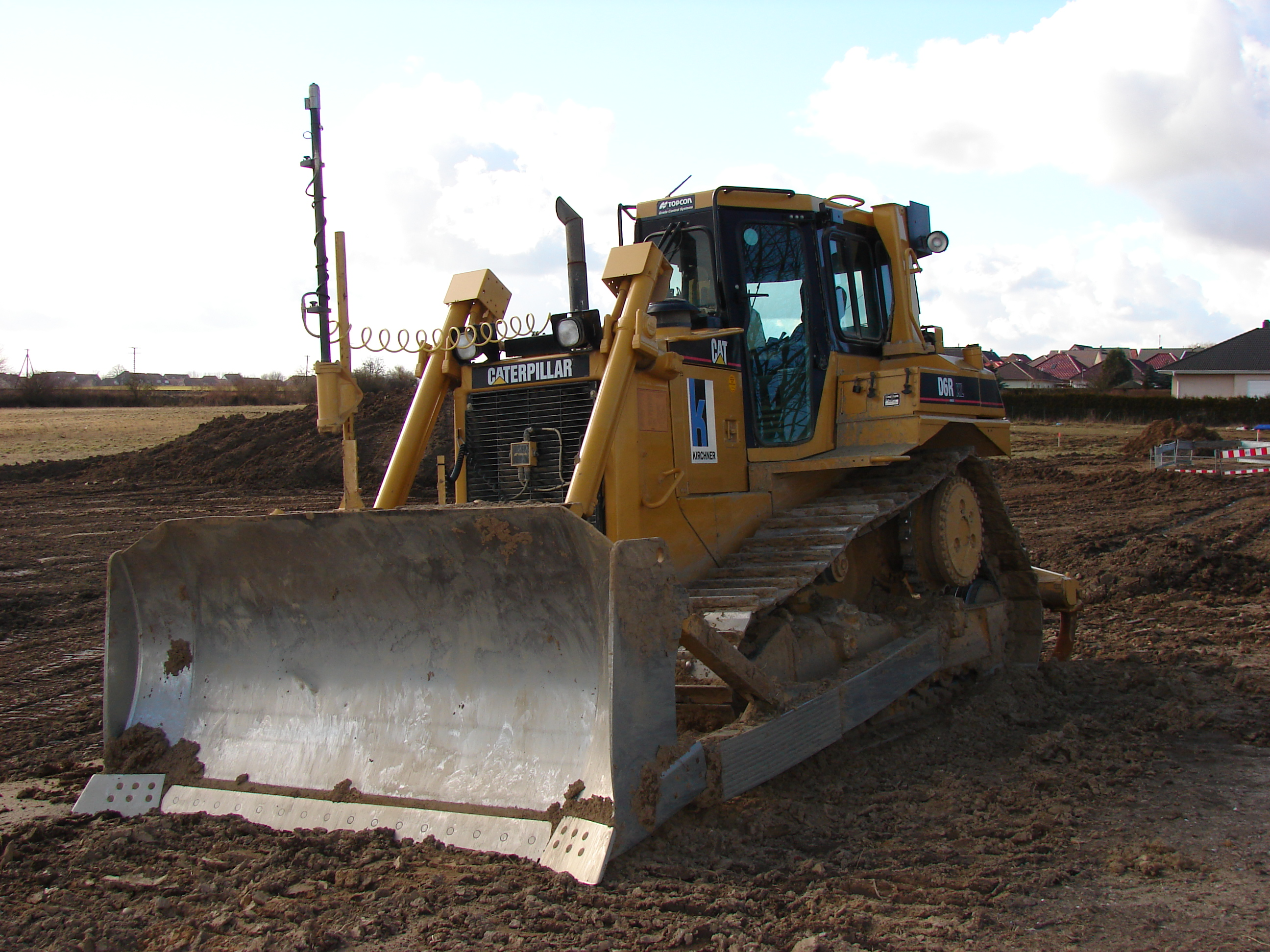
CAT D6R-XL
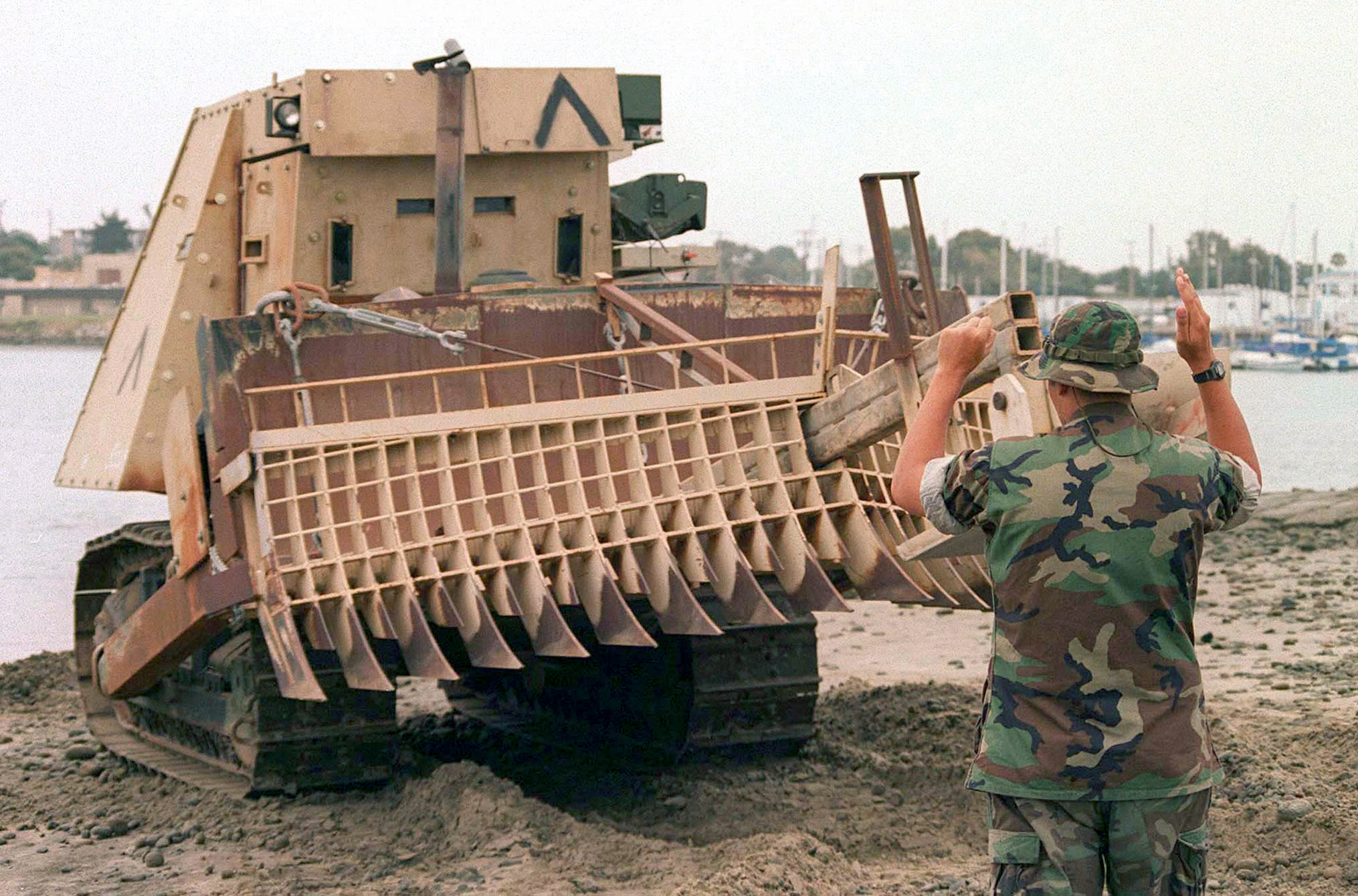
Caterpillar D7 americano con lama sminatrice
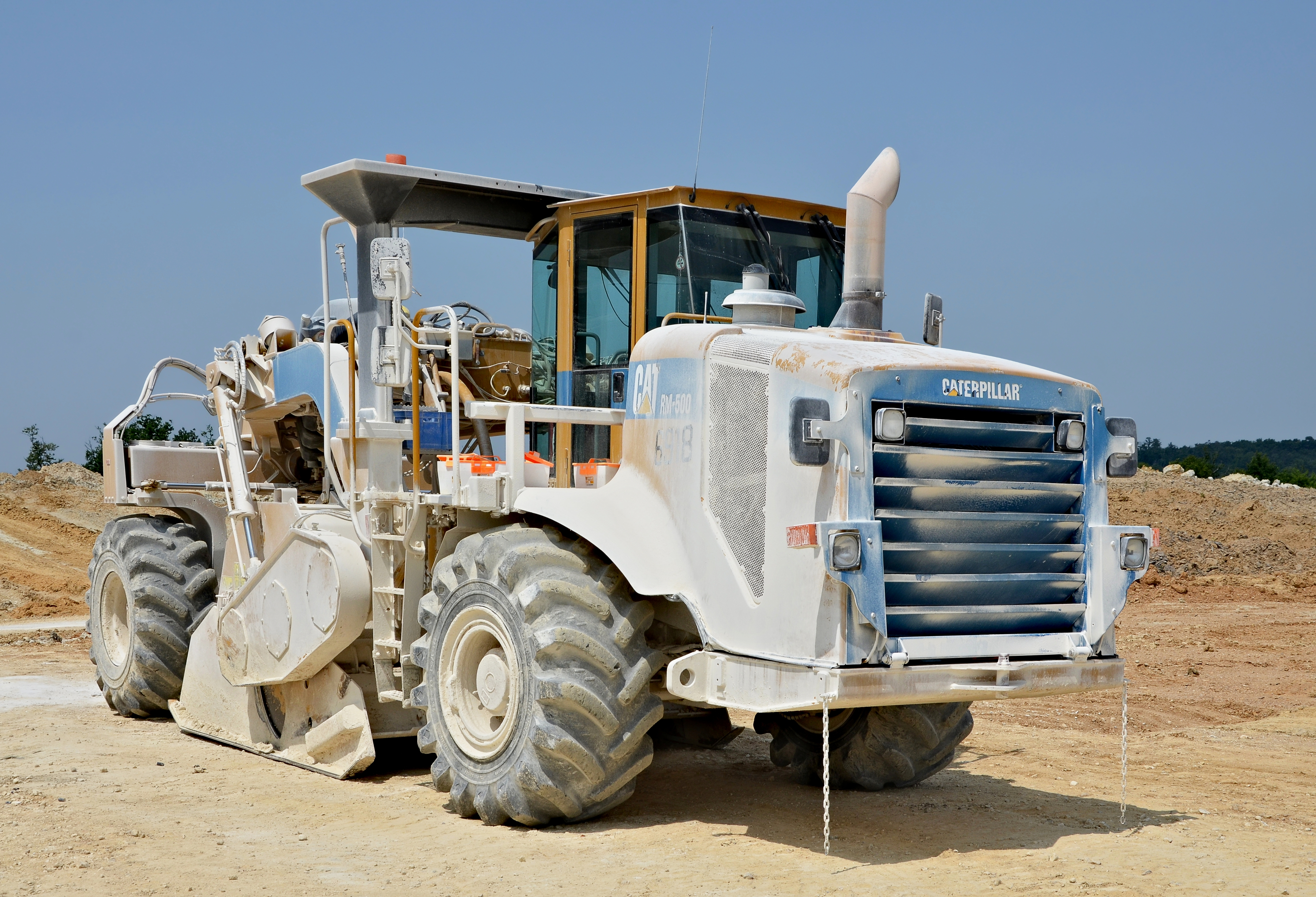
Caterpillar RM-500
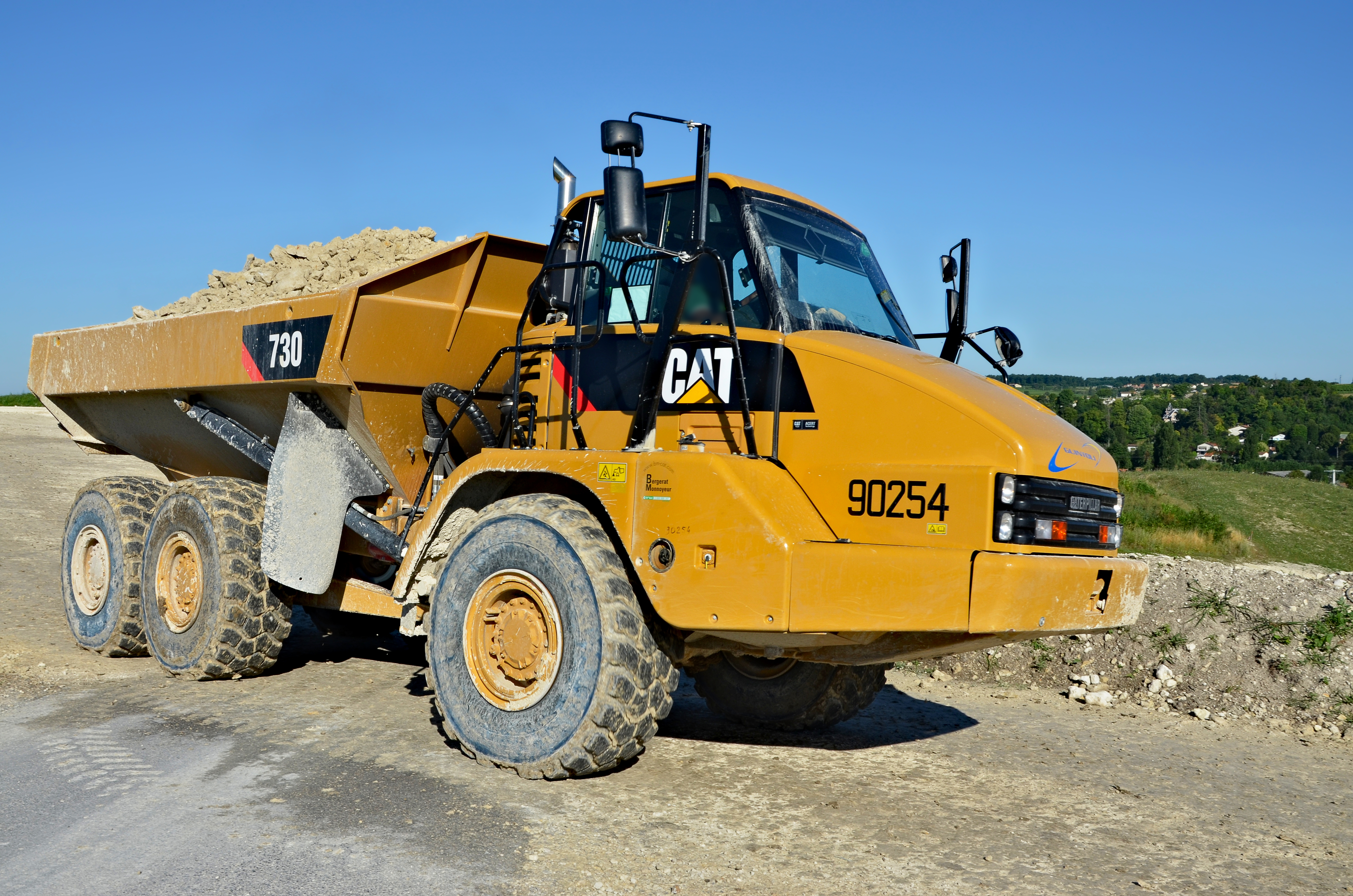
Caterpillar 730
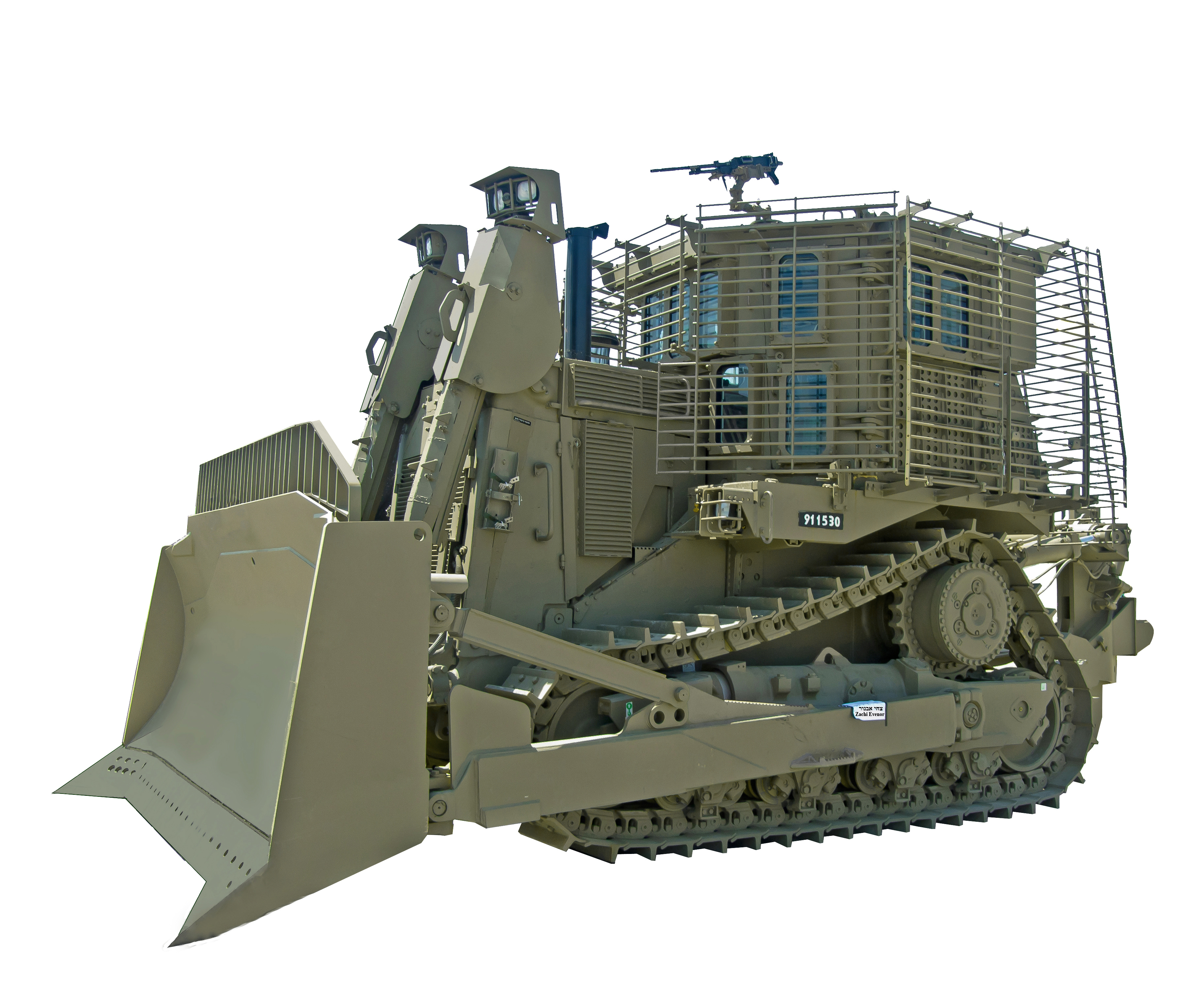
Caterpillar D9R armored bulldozer usato dalle forze di difesa israeliane
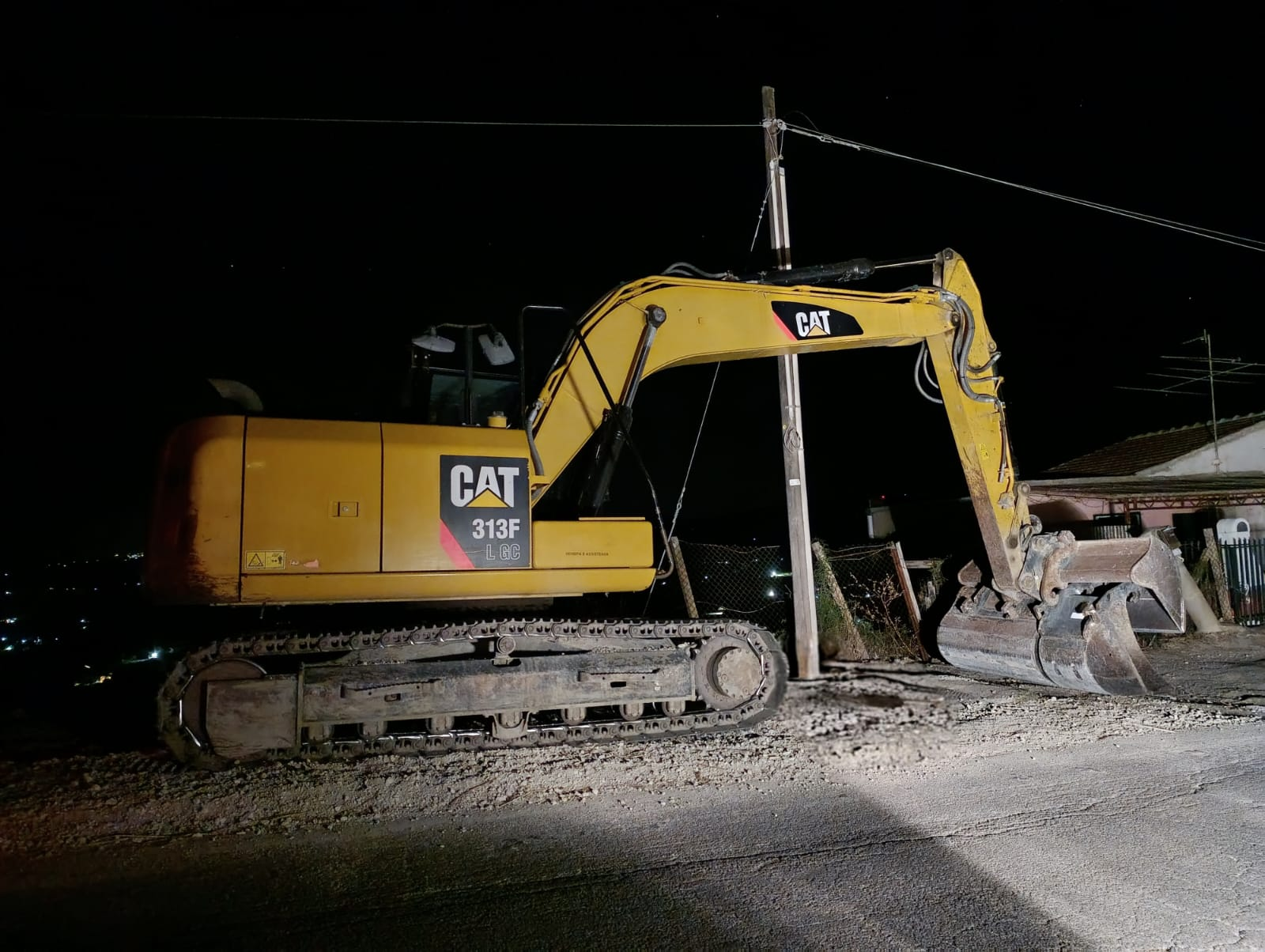
CAT 313F L GC